# Oporni
Oporni (del ruso: Опорный) es un posiólok del raión de Azov del óblast de Rostov del suroeste de Rusia. Se halla en la tierra entre el río Kagalnik y el Don, al sur de Bataisk. Su población en 2010 era de 400 habitantes.
La localidad se halla dividida en dos núcleos (separados unos 2 km entre sí) cada uno al lado de una plataforma (1370 km y 1373 km) de la vía Bataisk-Kushchóvskaya. Pertenece al municipio de Samárskoye.